# Animacja społeczno-kulturalna
Animacja społeczno-kulturalna – metoda aktywizacji społecznej różnych środowisk.
Powstała we Francji, w latach 60. Wywodzi się z koncepcji kultury integralnej, głoszonej przez Andre Malraux. Punktem wyjścia do stworzenia nurtu animacji były przemiany francuskiego społeczeństwa w społeczeństwo konsumpcyjne o wysokim poziomie życia, niemającego wartości nadrzędnych.
Animacja społeczno-kulturalna jest metodą aktywizacji społecznej różnych środowisk. Ma na celu integrację wewnętrzną społeczności. Inicjuje ją animator bądź grupa animatorów, na zlecenie władz, stowarzyszeń społecznych lub wyznaniowych.
Animacja jest też kierunkiem działania. W tym ujęciu składają się na nią:
- oddziaływania, które mają na celu ułatwienie jednostce i grupie udziału w bardziej aktywnym i twórczym życiu,
- łatwiejsze porozumiewanie się z innymi,
- współudział w życiu środowiska.

Animacja podejmuje wychowawcze pośrednictwo między nowymi technikami przekazu, wartościami i dobrami kultury.
Cele animacji:
- edukacja
- komunikacja
- integracja
- partycypacja
- enkulturacja

W ujęciu Barbary Jedlewskiej animacja społeczno-kulturalna jest sposobem oddziaływania mającym na celu wychowanie i kształcenie jednostek, grup i środowisk przez kulturę i dla kultury (w jej szerokim ujęciu). Polega na stosowaniu serii zabiegów wyzwalających twórcze potencjały, pobudzających i motywujących do kreatywnych działań, integrujących ludzi między sobą, a także z otaczającym światem, wspomagających rozwój duchowy, autokreację, pobudzających ciekawość poznawania i potrzebę tworzenia kultury, wspierających i promujących aktywność kulturalną i społeczną.